# Bezirk Drohobycz

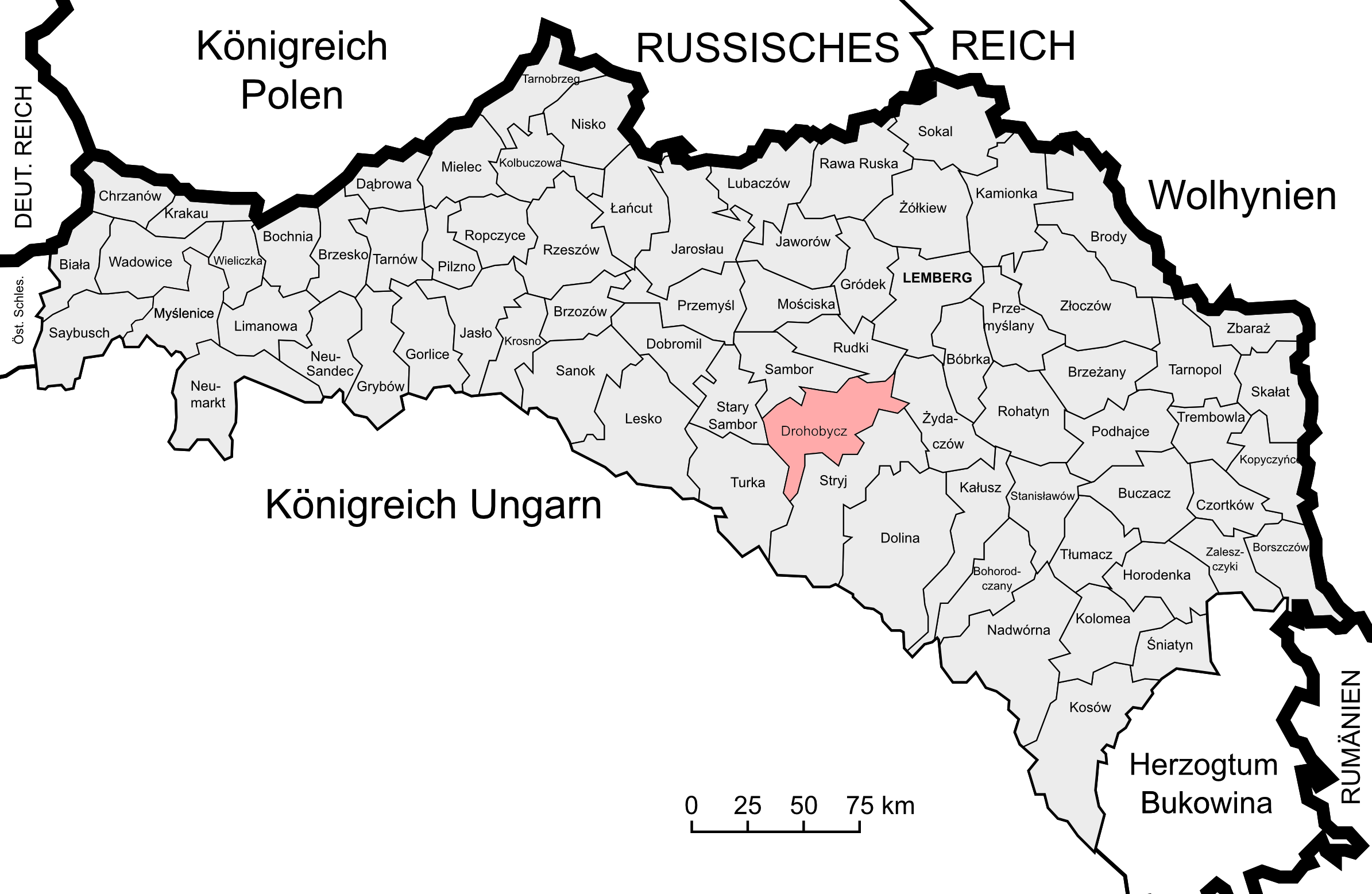
Lage des Bezirks Drohobycz im Kronland Galizien und Lodomerien

Der Bezirk Drohobycz war ein politischer Bezirk im Kronland Galizien und Lodomerien. Sein Gebiet umfasste Teile Ostgaliziens in der heutigen Westukraine (Oblast Lwiw, Rajon Drohobytsch, Rajon Skole, Rajon Mykolajiw und Rajon Turka).
Sitz der Bezirkshauptmannschaft war die Stadt Drohobycz. Nach dem Ersten Weltkrieg musste Österreich den gesamten Bezirk an Polen abtreten.
Er grenzte im Norden an den Bezirk Sambor, im Nordosten an den Bezirk Rudki, im Osten an den Bezirk Żydaczów, im Südosten an den Bezirk Stryj, im Süden an den Bezirk Skole, im Südwesten an den Bezirk Turka sowie im Westen an den Bezirk Stary Sambor.

## Geschichte
Ein Vorläufer des späteren Bezirks (Verwaltungs- und Justizbehörde zugleich) wurde zum Ende des Jahres 1850 geschaffen, die Bezirkshauptmannschaft Drohobycz war dem Regierungsgebiet Lemberg unterstellt und umfasste folgende Gerichtsbezirke:
- Gerichtsbezirk Drohobycz Section I.
- Gerichtsbezirk Drohobycz Section II.
- Gerichtsbezirk Medenice
- Gerichtsbezirk Podbusz

Nach der Kundmachung im Jahre 1854 kam es am 29. September 1855 zur Einrichtung des Bezirksamtes Drohobycz (weiterhin für Verwaltung und Gerichtsbarkeit zuständig) innerhalb des Kreises Sambor.
Nachdem die Kreisämter Ende Oktober 1865 abgeschafft wurden und deren Kompetenzen auf die Bezirksämter übergingen, schuf man nach dem Österreichisch-Ungarischen Ausgleich 1867 auch die Einteilung des Landes in zwei Verwaltungsgebiete ab. Zudem kam es im Zuge der Trennung der politischen von der judikativen Verwaltung zur Schaffung von getrennten Verwaltungs- und Justizbehörden. Während die gerichtliche Einteilung weitgehend unberührt blieb, fasste man Gemeinden mehrerer Gerichtsbezirke zu Verwaltungsbezirken zusammen.
Der neue politische Bezirk Drohobycz wurde aus folgenden Bezirken gebildet:
- Bezirk Drohobycz (mit 39 Gemeinden)
- Bezirk Medenice (mit 21 Gemeinden)
- Teilen des Bezirks Podbuż (Gemeinden Bystrzyca, Dołhe, Kropiwnik Stary, Kropiwnik Nowy, Łastówka, Łokieć, Maydan, Opaka, Podbuż, Rybnik, Smolna und Załokieć)

Der Bezirk Drohobycz bestand bei der Volkszählung 1910 aus 79 Gemeinden sowie 70 Gutsgebieten und umfasste eine Fläche von 1.456 km². Hatte die Bevölkerung 1900 noch 134.056 Menschen umfasst, so lebten hier 1910 171.687 Menschen. Auf dem Gebiet lebten dabei mehrheitlich Menschen mit ruthenischer Umgangssprache (60 %) und griechisch-katholischem Glauben, Juden machten rund 17 % der Bevölkerung aus.

## Ortschaften
Auf dem Gebiet des Bezirks bestand 1910 Bezirksgerichte in Drohobycz, Medenice und Podbuż, diesen waren folgende Orte zugeordnet:
Gerichtsbezirk Drohobycz:
- Bania Kotowska
- Bolechowce
- Borysław
- Bronica
- Delawa
- Dereżyce
- Dobrohostów
- Stadt Drohobycz
- Gaje Niżne
- Gaje Wyżne
- Gassendorf
- Hubicze
- Jasienica Solna
- Kołpiec
- Lisznia
- Łużek Dolny
- Manaster Dereżycki
- Manaster Liszniański
- Michałowice
- Modrycz
- Mraźnica
- Nahujowice
- Neudorf
- Niedźwiedza
- Orów
- Poczajowice
- Popiele
- Raniowice
- Rychcice
- Schodnica
- Śniatynka
- Solec
- Staniła
- Stara Wieś
- Stebnik
- Truskawiec
- Tustanowice
- Uliczno
- Uniatycze
- Wacowice
- Wola Jakubowa

Gerichtsbezirk Medenice:
- Bilcze
- Dobrowlany
- Dołhe Medenickie
- Horucko
- Hruszów
- Josefsberg
- Königsau
- Krynica
- Letnia
- Lipice
- Lipowiec
- Litynia
- Medenice
- Opary
- Rabczyce
- Radelicz
- Rolów
- Saska Kamaralna
- Słońsko
- Tynów
- Ugartsberg
- Wróblowice

Gerichtsbezirk Podbuż:
- Bystrzyca
- Dołhe Podbuskie
- Kropiwnik Nowy
- Kropiwnik Stary
- Łastówki
- Majdan
- Opaka
- Podbuż
- Podmanasterek
- Rybnik
- Smólna
- Stronna
- Uroż
- Winniki
- Załokieć
- Zdzianna